# Pseudohedya
Pseudohedya là một chi bướm đêm thuộc phân họ Olethreutinae, họ Tortricidae Tortricidae.

## Các loài
- Pseudohedya cincinna Falkovitsh, 1962
- Pseudohedya dentata Oku, 2005
- Pseudohedya fanjinica Yu & Li, 2006
- Pseudohedya gradana (Christoph, 1882)
- Pseudohedya liui Yu & Li, 2006
- Pseudohedya plumbosana (Kawabe, 1972)
- Pseudohedya retracta Falkovitsh, 1962
- Pseudohedya satoi Kawabe, 1978